# Piscina municipal de Montjuic
La Piscina Municipal de Montjuic (en catalán, Piscina Municipal de Montjuïc) es una instalación deportiva ubicada al este del Anillo Olímpico de Montjuic de Barcelona. Consta de dos piscinas exteriores, una de 25 m y otra de saltos. Es gestionada desde 2002 por la empresa Aigua, Esports i Salut.
Gracias a su emplazamiento, colgada en la ladera de la montaña de Montjuïc, y al hecho de no disponer de gradas en su lado norte, ofrece unas vistas privilegiadas de la ciudad de Barcelona, siendo icónica la imagen de los saltadores de palanca con las torres de la Sagrada Familia al fondo.

## Historia
Fue inaugurada en 1929 y posteriormente ampliada para los Juegos Mediterráneos de 1955. Contaba en ese entonces con una única piscina de 50 m.
En 1990 se inician las obras de remodelación total de las piscinas para dar acogida a las competiciones de saltos y la fase preliminar del torneo de waterpolo de los XXV Juegos Olímpicos. Una de las modificaciones más importantes fue derribar la piscina antigua y formar dos piscinas nuevas, una para los saltos y otra para el waterpolo de 33 × 25 m, así como dotarlas de una gradería provisional para 2400 espectadores, que sumadas a las 4100 plazas permanentes hacían un total de 6500 plazas.
Entre los acontecimientos internacionales más importantes celebrados con posterioridad se encuentra la celebración de las pruebas de saltos en el Campeonato Mundial de Natación de 2003 y en el Campeonato Mundial de Natación de 2013.
Las piscinas son de uso público y están en funcionamiento sólo en el verano. Se ofrecen cursos de natación, saltos y waterpolo, así como diversos programas acuáticos de salud.
La piscina fue utilizada por los productores de la serie Pulseras rojas en el año 2011. También fue el lugar de rodaje de los videos «Slow» de Kylie Minogue e «Illusion» de Dua Lipa.

## Eventos deportivos más importantes
- Juegos Mediterráneos de 1955 (natación, waterpolo y saltos)
- Juegos Olímpicos de Barcelona 1992 (waterpolo y saltos)
- Final Four de la Liga de Campeones LEN de waterpolo masculino de 2008
- Campeonato Mundial de Natación de 2003 (saltos)
- X Games Barcelona 2013 (Skateboard Vert y BMX Freestyle Vert)
- Campeonato Mundial de Natación de 2013 (saltos)
- Campeonatos de España:

Saltos: 1929, 1931, 1932, 1934, 1943, 1948, 1950, 1952, 1954, 1960, 1962, 1992, 1993, 1994, 2003, 2005, 2010, 2012.
Natación: 1929, 1931, 1932, 1934, 1943, 1948, 1950, 1952, 1954, 1960, 1962.
Natación sincronizada: 1958, 1960, 1963.